# Холман, Нэт
Натан (Нэт) Холман (англ. Nathan 'Nat' Holman, фамилия при рождении Хелманович, Helmanowich; 19 октября 1896, Нью-Йорк — 12 февраля 1995, Ривердейл, Нью-Йорк) — американский профессиональный баскетболист и баскетбольный тренер. Двукратный чемпион Восточной баскетбольной лиги (1921, 1922), двукратный чемпион АБЛ (1927, 1928) с командой «Ориджинал Селтикс»; как тренер — чемпион NCAA и победитель Национального пригласительного турнира 1950 года со сборной Городского колледжа Нью-Йорка. Член Первой сборной полувека (1950), лучший тренер США (1951, по версии журнала Sport), член Зала славы баскетбола с 1964 года и Международного еврейского спортивного зала славы с 1979 года.

## Биография

### Игровая карьера
Нэт Холман родился в Нью-Йорке в семье менеджера бакалейного магазина Луиса Холмана. В 1912—1916 годах, четыре года подряд, Нэт входил в баскетбольную сборную Нью-Йоркского коммерческого училища, по окончании которой в 1916—1918 годах учился в Школе физического воспитания им. Сэвиджа. В 1919 году он поступил в Нью-Йоркский университет.
Уже в 1917 году, незадолго до получения степени бакалавра в области физического воспитания в Школе им. Сэвиджа, Холман получил место преподавателя физкультуры в Городском колледже Нью-Йорка, а в 1919 году в этом же вузе стал самым молодым в США тренером студенческой баскетбольной сборной. В этой должности он оставался до 1960 года, с перерывами в 1950-е годы. Одновременно с работой тренером Холман выступал как игрок за разные профессиональные баскетбольные команды Нью-Йорка и окрестностей. Он выступал в Междуштатной баскетбольной лиге, Лиге Нью-Йорка, Лиге Коннектикута и Восточной баскетбольной лиге, заработав себе в начале 1920-х годов репутацию одного из лучших бомбардиров и пасующих тогдашнего баскетбола и дважды (в 1921 и 1922 годах) завоевав чемпионское звание в Восточной лиге.
В конце сезона 1920/1921 Холман присоединился к знаменитой гастрольной команде «Ориджинал Селтикс», в это время задававшей тон в развитии баскетбольной игры, и оставался с ней, с перерывами, до 1929 года. В годы выступлений с этой командой Холман сыграл ключевую роль в формировании амплуа баскетбольного центрового. За время выступлений за «Селтикс» он одержал с ними 531 победу при всего 28 поражениях. В сезоне 1926/1927 «Селтикс», где в тот момент играл Холман, присоединились к созданной за год до этого Американской баскетбольной лиге (АБЛ) и дважды подряд стали её чемпионами. В сезоне 1929/1930, расставшись с «Селтикс» и перед тем, как окончательно завершить игровую карьеру, Холман успел поиграть ещё за два клуба АБЛ — «Чикаго Брюинз» и «Сиракьюз Олл-Американс».

### Дальнейшая карьера
По окончании игровой карьеры Холман сосредоточился на тренерской работе в Колледже Нью-Йорка, где с 1930 года возглавлял факультет физического воспитания. Ещё в 1922 году вышла его первая методическая книга — «Научный баскетбол», за которой последовали ещё три. В 1950 году Холман дoбился высшего успеха со своими подопечными, в один год выиграв и чемпионат NCAA, и Национальный пригласительный турнир; финалы обоих турниров прошли с разницей в десять дней в Madison Square Garden, и в обоих сборная Колледжа Нью-Йорка обыграла команду Университета Брэдли. После этого, в 1951 году, журнал Sport назвал Холмана Тренером года в США, а Колледж Нью-Йорка так и остался единственной командой в истории студенческого баскетбола в США, выигравшей в один год оба этих турнира.
Два перерыва в тренерской работе Холмана с Колледжем Нью-Йорка были вызваны разными причинами: в годы Второй мировой войны он служил на флоте, а в 1952 году ему пришлось уйти в отставку из-за разразившегося вокруг его подопечных скандала. Несколько игроков Колледжа Нью-Йорка были обвинены в искусственном регулировании разницы очков в матчах, проходивших в Madison Square Garden, двое из них впоследствии были признаны судом виновными. Тренерская лицензия Холмана была отозвана Советом Нью-Йорка по высшему образованию, и только через два года он был полностью оправдан и восстановлен в должности. Однако к этому моменту баскетбольная программа в Колледже Нью-Йорка уже была отодвинута руководством вуза на задний план и лидерские позиции восстановить не удалось. Холман тренировал команду Колледжа Нью-Йорка ещё два сезона — в 1955/1956 и 1959/1960 — и окончил свою тренерскую карьеру с этой командой с балансом встреч 420—190 (по другому источнику, 422—188).
С 1933 по 1937 год Холман занимал пост президента Американской национальной ассоциации университетского баскетбола, а в 1941 году — Национальной ассоциации баскетбольных тренеров. В 1932 году он входил в организационный комитет, готовивший американскую команду к участию в первых Маккабианских играх (позже, в 1970-е годы, он возглавит Комитет Соединённых Штатов по спорту в Израиле — организацию, бывшую коспонсором Маккабиад), а в 1949 году по поручению Госдепартамента США стал первым американским тренером, работавшим в независимом Израиле. Он также организовывал по поручению внешнеполитического ведомства США тренировочные баскетбольные лагеря в Японии, Корее, на Тайване, в Мексике, Канаде и Турции.

## Признание заслуг
Роль Нэта Холмана в развитии баскетбола была высоко оценена специалистами, и в 1950 году спортивные журналисты включили его в символическую Первую сборную полувека, поставив на третье место в числе величайших баскетболистов в период с 1900 по 1950 год. В 1964 году имя Холмана было включено в Зал славы баскетбола, а в 1979 году — в списки Международного еврейского спортивного зала славы. Он также был членом Зала славы Хелмсовского атлетического фонда — организации, в чьи полномочия входило определение символических сборных США по баскетболу и американскому футболу.